# L'oca del Cairo
 L'Oca del Cairo (Gåsen fra Cairo) er en opera buffa i tre akter, KV 422, påbegyndt af Wolfgang Amadeus Mozart i juli 1783, men opgivet i oktober samme år. Den komplette libretto i tre akter af Varesco er overleveret. Mozart færdigkomponerede syv af ti numre i første akt samt nogle recitativer; hans musik udgør omkring 45 minutter. 

## Synopsis
Don Pippo, en spansk marquis holder sin eneste datter, Celidora, indespærret i sit tårn. Hun er forlovet med Grev Leonetto, men hendes sande kærlighed er Biondello, en velhavende herre. Biondello indgår et væddemål med marquis'en; hvis han kan redde Celidora ud af tårnet inden for et år, skal han have hendes hånd i ægteskab. Det lykkes ham at løse opgaven ved at lade sig selv smugle ind i tårnet inden i en stor mekanisk gås. 
Mozarts korrespondance viser han søgte et komisk plot for at behage wienerne, men han opgav Varescos libretto efter seks måneder på grund af dens fjollede slutning, et farceagtigt vrangbillede af legenden om den trojanske hest. 
Den første opførelse af det ukomplette værk fandt sted den 6. juni 1867 på Théâtre des Fantaisies-Parisiennes i Paris. Flere versioner er blevet udarbejdet ved at tilpasse anden musik. Den første opførelse (som koncert) fandt sted i Frankfurt i april 1860 med numre hentet fra Lo sposo deluso samt nogle koncertarier. 
Fragmenter fra begge disse operaer samt den ligeledes ufuldstændige Der Impresario er blevet kombineret og opført som Waiting for Figaro i 2002 af Bampton Classical Opera. 

## Roller
| Rolle                                                            | Stemmetype | Originalbesætning, 6. juni 1867 (Dirigent: Charles Constantin) |
| ---------------------------------------------------------------- | ---------- | -------------------------------------------------------------- |
| Don Pippo                                                        | Bas        |                                                                |
| Donna Pantea, hans kone, som menes at være død                   | Soprano    |                                                                |
| Celidora                                                         | Sopran     |                                                                |
| Biondello                                                        | Tenor      |                                                                |
| Calandrino, Donna Panteas nevø, Biondellos ven og Lavinas elsker | Tenor      |                                                                |
| Lavina, Celidoras selskabsdame                                   | Sopran     |                                                                |
| Chichibio, Don Pippo major-domo, forelsket i Auretta             | Bas        |                                                                |
| Auretta                                                          | Sopran     |                                                                |

## Udvalgte arier
- "Ogni momento le Donne dicon" – Chichibio i første akt, første scene
- "Se Fosse qui nascono" – Auretta i første akt, første scene
- "Siano pronte alle gran nozze" – Don Pippo i første akt, tredje scene

## Eksterne links
- David Cairns, Mozart and His Operas, 2006
- Libretto (for de numre Mozart komponerede